# Chemnitzer Fußballclub 1997-1998
Questa voce raccoglie le informazioni riguardanti il Chemnitzer Fußballclub nelle competizioni ufficiali della stagione 1997-1998.

## Stagione
Nella stagione 1997-1998 il Chemnitz, allenato da Christoph Franke, concluse il campionato di Regionalliga nordest al 8º posto. In Coppa di Germania il Chemnitz fu eliminato al primo turno dal Karlsruhe.

## Rosa
| N. |                     | Ruolo | Calciatore         |
| -- | ------------------- | ----- | ------------------ |
| 3  | Germania (bandiera) | D     | Thomas Laudeley    |
| 6  | Germania (bandiera) | C     | Alexander Tetzner  |
| 8  | Germania (bandiera) | A     | Mirko Ullmann      |
| 9  | Germania (bandiera) | C     | Jörg Schmidt       |
| 10 | Germania (bandiera) | C     | Kay-Uwe Jendrossek |
| 13 | Germania (bandiera) | C     | Hendrik Liebers    |
| 15 | Germania (bandiera) | C     | Jens König         |
| 16 | Germania (bandiera) | A     | Danilo Kunze       |
| 19 | Germania (bandiera) | D     | Marco Franke       |
| 20 | Germania (bandiera) | P     | Steffen Süßner     |
|    | Germania (bandiera) | P     | Ralf Kircheis      |

| N. |                                 | Ruolo | Calciatore         |
| -- | ------------------------------- | ----- | ------------------ |
|    | Germania (bandiera)             | P     | Jörg Weißflog      |
|    | Germania (bandiera)             | D     | Torsten Bittermann |
|    | Germania (bandiera)             | D     | Jano Hennig        |
|    | Bosnia ed Erzegovina (bandiera) | D     | Dragan Kavaz       |
|    | Rep. Ceca (bandiera)            | C     | Richard Culek      |
|    | Germania (bandiera)             | C     | Sven Köhler        |
|    | Germania (bandiera)             | C     | André Krasselt     |
|    | Germania (bandiera)             | C     | Lutz Wienhold      |
|    | Germania (bandiera)             | A     | Frank Bauer        |
|    | Germania (bandiera)             | A     | Holger Lischke     |

## Organigramma societario
Area tecnica
- Allenatore: Christoph Franke
- Allenatore in seconda:
- Preparatore dei portieri:
- Preparatori atletici:
- Analisi video:

## Calciomercato

### Sessione estiva
| Acquisti | Acquisti       | Acquisti          | Acquisti |
| R.       | Nome           | da                | Modalità |
| -------- | -------------- | ----------------- | -------- |
| A        | Danilo Kunze   | Zwickau           |          |
| C        | Jens König     | Carl Zeiss Jena   |          |
| D        | Dragan Kavaz   | Elversberg        |          |
| A        | Holger Lischke | Lokomotive Lipsia |          |
| C        | Jörg Schmidt   | Rot-Weiß Erfurt   |          |

| Cessioni | Cessioni          | Cessioni       | Cessioni |
| R.       | Nome              | a              | Modalità |
| -------- | ----------------- | -------------- | -------- |
| A        | Ilija Aračić      | TeBe Berlino   |          |
| C        | Michael Ballack   | Kaiserslautern |          |
| C        | Matthias Großmann | Dinamo Dresda  |          |

### Sessione invernale
| Acquisti | Acquisti | Acquisti | Acquisti |
| R.       | Nome     | da       | Modalità |
| -------- | -------- | -------- | -------- |

| Cessioni | Cessioni       | Cessioni   | Cessioni |
| R.       | Nome           | a          | Modalità |
| -------- | -------------- | ---------- | -------- |
| D        | Ivica Gvozden  | Sebenico   |          |
| A        | Amir Osmanović | Winterthur |          |
| D        | Ingo Hertzsch  | Amburgo    |          |

## Risultati

### Regionalliga

#### Girone di andata
| Arbitro: | Voigt |

|           |           |  |
| Sachs 45’ | Marcatori |  |

| Arbitro: | Dommaschk |

|                         |           |  |
| Schmidt 58’ Ullmann 90’ | Marcatori |  |

| Arbitro: | Schößler |

|                    |           |                                       |
| Henning 85’ (rig.) | Marcatori | 15’ Osmanović 47’ Tetzner 89’ Ullmann |

| Arbitro: | Bley |

|                                |           |  |
| Schmidt 45’, 90’ Osmanović 84’ | Marcatori |  |

| Arbitro: | Scheibel |

|  |           |                                                           |
|  | Marcatori | 4’, 48’ Tetzner 42’ Osmanović 82’ Bittermann 88’ Laudeley |

| Arbitro: | Weise |

|             |           |           |
| Schmidt 60’ | Marcatori | 42’ Hanke |

| Arbitro: | Pleßke |

|           |           |  |
| Lesch 78’ | Marcatori |  |

| Arbitro: | Cyrklaff |

|                         |           |                |
| Schmidt 15’ Ullmann 66’ | Marcatori | 67’ Zarczynski |

| Berlino 20 settembre 1997, ore 14:00 CEST 9ª giornata | Union Berlino | 0 – 0 referto | Chemnitz | Stadio An der Alten Försterei (1 213 spett.)\| Arbitro: \| Robel \| |
| Arbitro:                                              | Robel         |               |          |                                                                     |

| Arbitro: | Fleske |

|                                 |           |                 |
| Ullmann 68’ Bittermann 74’, 86’ | Marcatori | 4’ Hammermüller |

| Arbitro: | Haack |

|                |           |  |
| Hebestreit 39’ | Marcatori |  |

| Arbitro: | Keßler |

|  |           |            |
|  | Marcatori | 75’ Aračić |

| Arbitro: | Schößler |

|                          |           |             |
| Walther 23’ Spranger 90’ | Marcatori | 78’ Ullmann |

| Chemnitz 2 novembre 1997, ore 14:00 CET 14ª giornata | Chemnitz | 0 – 0 referto | Hertha Zehlendorf | Stadion an der Gellertstraße (2 300 spett.)\| Arbitro: \| Pleßke \| |
| Arbitro:                                             | Pleßke   |               |                   |                                                                     |

| Arbitro: | Richter |

|                            |           |                       |
| Bittermann 51’ Ullmann 65’ | Marcatori | 12’ Wiemer 56’ Klenge |

| Arbitro: | Augar |

|                    |           |                         |
| Kovačić 65’ (rig.) | Marcatori | 5’ Schmidt 45’ Krasselt |

| Arbitro: | Weise |

|                                |           |              |
| Ullmann 3’, 47’ Bittermann 17’ | Marcatori | 53’ Hoffmann |

#### Girone di ritorno
| Arbitro: | Sturm |

|                                                 |           |  |
| Ullmann 9’, 38’ Osmanović 53’ Köhler 90’ (rig.) | Marcatori |  |

| Arbitro: | Schößler |

|  |           |             |
|  | Marcatori | 47’ Ullmann |

| Arbitro: | Binkowski |

|                          |           |  |
| Ullmann 34’ Laudeley 35’ | Marcatori |  |

| Arbitro: | Heynemann |

|            |           |  |
| Stojku 80’ | Marcatori |  |

| Arbitro: | Dommaschk |

|                                                          |           |  |
| Ullmann 8’ König 11’ Krasselt 46’ Laudeley 63’ Kunze 87’ | Marcatori |  |

| Arbitro: | Richter |

|                                                    |           |                     |
| Schmidt 12’ Schönfeld 36’ Bernhardt 60’ Terjek 64’ | Marcatori | 56’ Kunze 80’ König |

| Arbitro: | Kruse |

|                        |           |              |
| Ullmann 84’ Köhler 88’ | Marcatori | 59’ Krznaric |

| Arbitro: | Sax |

|                                          |           |                           |
| Lieberam 59’ Sandmann 61’ Zarczynski 78’ | Marcatori | 9’, 45’ Kunze 44’ Schmidt |

| Arbitro: | Spickenagel |

|           |           |  |
| Kunze 77’ | Marcatori |  |

| Arbitro: | Blumenstein |

|                |           |           |
| Torunarigha 7’ | Marcatori | 12’ Kunze |

| Arbitro: | Sturm |

|             |           |            |
| Ullmann 90’ | Marcatori | 57’ Koslov |

| Arbitro: | Voigt |

|                            |           |  |
| Copado 44’, 46’ Namdar 71’ | Marcatori |  |

| Arbitro: | Schößling |

|           |           |          |
| Kunze 86’ | Marcatori | 51’ Weiß |

| Arbitro: | Reck |

|            |           |  |
| Lorenz 78’ | Marcatori |  |

| Arbitro: | Sax |

|                        |           |                   |
| Klenge 46’ Geister 53’ | Marcatori | 68’ (rig.) Köhler |

| Arbitro: | Heynemann |

|           |           |         |
| Kunze 79’ | Marcatori | 72’ Lau |

| Arbitro: | Blumenstein |

|                                      |           |                       |
| Wiedemann 48’ Lässig 59’ Schmidt 72’ | Marcatori | 10’ Kunze 39’ Lischke |

### Coppa di Germania
| Arbitro: | Meyer |

|                      |           |                         |
| Osmanović 40’ (rig.) | Marcatori | 21’, 80’ Reich 60’ Wück |

## Statistiche

### Statistiche di squadra
| Competizione         | Punti | In casa | In casa | In casa | In casa | In casa | In casa | In trasferta | In trasferta | In trasferta | In trasferta | In trasferta | In trasferta | Totale | Totale | Totale | Totale | Totale | Totale | DR  |
| Competizione         | Punti | G       | V       | N       | P       | Gf      | Gs      | G            | V            | N            | P            | Gf           | Gs           | G      | V      | N      | P      | Gf     | Gs     | DR  |
| -------------------- | ----- | ------- | ------- | ------- | ------- | ------- | ------- | ------------ | ------------ | ------------ | ------------ | ------------ | ------------ | ------ | ------ | ------ | ------ | ------ | ------ | --- |
| Regionalliga nordest | 51    | 17      | 10      | 6       | 1       | 33      | 11      | 17           | 4            | 3            | 10           | 21           | 25           | 34     | 14     | 9      | 11     | 54     | 36     | +18 |
| Coppa di Germania    | -     | 1       | 0       | 0       | 1       | 1       | 3       | 0            | 0            | 0            | 0            | 0            | 0            | 1      | 0      | 0      | 1      | 1      | 3      | -2  |
| Totale               | 51    | 18      | 10      | 6       | 2       | 34      | 14      | 17           | 4            | 3            | 10           | 21           | 25           | 35     | 14     | 9      | 12     | 55     | 39     | +16 |

### Andamento in campionato
| Giornata  | 1  | 2 | 3 | 4 | 5 | 6 | 7 | 8 | 9 | 10 | 11 | 12 | 13 | 14 | 15 | 16 | 17 | 18 | 19 | 20 | 21 | 22 | 23 | 24 | 25 | 26 | 27 | 28 | 29 | 30 | 31 | 32 | 33 | 34 |
| --------- | -- | - | - | - | - | - | - | - | - | -- | -- | -- | -- | -- | -- | -- | -- | -- | -- | -- | -- | -- | -- | -- | -- | -- | -- | -- | -- | -- | -- | -- | -- | -- |
| Luogo     | T  | C | T | C | T | C | T | C | T | C  | T  | C  | T  | C  | C  | T  | C  | C  | T  | C  | T  | C  | T  | C  | T  | C  | T  | C  | T  | C  | T  | T  | C  | T  |
| Risultato | P  | V | V | V | V | N | P | V | N | V  | P  | P  | P  | N  | N  | V  | V  | V  | V  | V  | P  | V  | P  | V  | N  | V  | N  | N  | P  | N  | P  | P  | N  | P  |
| Posizione | 12 | 7 | 5 | 3 | 3 | 3 | 5 | 5 | 5 | 5  | 5  | 7  | 7  | 7  | 7  | 7  | 7  | 6  | 5  | 5  | 5  | 4  | 4  | 3  | 3  | 2  | 2  | 2  | 3  | 2  | 5  | 7  | 7  | 8  |

Legenda:

Luogo: C = Casa; T = Trasferta. Risultato: V = Vittoria; N = Pareggio; P = Sconfitta.

### Statistiche dei giocatori
| Giocatore     | Regionalliga | Regionalliga | Regionalliga | Regionalliga | Coppa di Germania | Coppa di Germania | Coppa di Germania | Coppa di Germania | Totale   | Totale | Totale      | Totale     |
| Giocatore     | Presenze     | Reti         | Ammonizioni  | Espulsioni   | Presenze          | Reti              | Ammonizioni       | Espulsioni        | Presenze | Reti   | Ammonizioni | Espulsioni |
| ------------- | ------------ | ------------ | ------------ | ------------ | ----------------- | ----------------- | ----------------- | ----------------- | -------- | ------ | ----------- | ---------- |
| F. Bauer      | 2            | 0            | 0            | 0            | 0                 | 0                 | 0                 | 0                 | 2        | 0      | 0           | 0          |
| T. Bittermann | 32           | 5            | 6            | 3            | 1                 | 0                 | 0                 | 0                 | 33       | 5      | 6           | 3          |
| R. Culek      | 0            | 0            | 0            | 0            | 0                 | 0                 | 0                 | 0                 | 0        | 0      | 0           | 0          |
| M. Franke     | 10           | 0            | 1            | 0            | 0                 | 0                 | 0                 | 0                 | 10       | 0      | 1           | 0          |
| I. Gvozden    | 9            | 0            | 3            | 2            | 0                 | 0                 | 0                 | 0                 | 9        | 0      | 3           | 2          |
| J. Hennig     | 22           | 0            | 1            | 0            | 1                 | 0                 | 0                 | 0                 | 23       | 0      | 1           | 0          |
| I. Hertzsch   | 17           | 0            | 2            | 0            | 1                 | 0                 | 0                 | 0                 | 18       | 0      | 2           | 0          |
| K. Jendrossek | 17           | 0            | 1            | 0            | 0                 | 0                 | 0                 | 0                 | 17       | 0      | 1           | 0          |
| D. Kavaz      | 10           | 0            | 2            | 0            | 0                 | 0                 | 0                 | 0                 | 10       | 0      | 2           | 0          |
| R. Kircheis   | 0            | 0            | 0            | 0            | 0                 | 0                 | 0                 | 0                 | 0        | 0      | 0           | 0          |
| A. Krasselt   | 30           | 2            | 4            | 1            | 1                 | 0                 | 0                 | 0                 | 31       | 2      | 4           | 1          |
| D. Kunze      | 19           | 9            | 1            | 0            | 0                 | 0                 | 0                 | 0                 | 19       | 9      | 1           | 0          |
| S. Köhler     | 33           | 3            | 3            | 0            | 1                 | 0                 | 0                 | 0                 | 34       | 3      | 3           | 0          |
| J. König      | 14           | 2            | 1            | 0            | 0                 | 0                 | 0                 | 0                 | 14       | 2      | 1           | 0          |
| T. Laudeley   | 28           | 3            | 4            | 0            | 1                 | 0                 | 0                 | 0                 | 29       | 3      | 4           | 0          |
| H. Liebers    | 34           | 0            | 10           | 1            | 1                 | 0                 | 0                 | 0                 | 35       | 0      | 10          | 1          |
| H. Lischke    | 11           | 1            | 1            | 0            | 0                 | 0                 | 0                 | 0                 | 11       | 1      | 1           | 0          |
| A. Osmanović  | 16           | 4            | 3            | 0            | 1                 | 1                 | 0                 | 0                 | 17       | 5      | 3           | 0          |
| J. Schmidt    | 32           | 7            | 15           | 2            | 1                 | 0                 | 1                 | 0                 | 33       | 7      | 16          | 2          |
| S. Süßner     | 31           | 0            | 0            | 0            | 0                 | 0                 | 0                 | 0                 | 31       | 0      | 0           | 0          |
| A. Tetzner    | 29           | 3            | 5            | 0            | 1                 | 0                 | 0                 | 0                 | 30       | 3      | 5           | 0          |
| M. Ullmann    | 33           | 15           | 2            | 0            | 1                 | 0                 | 0                 | 0                 | 34       | 15     | 2           | 0          |
| J. Weißflog   | 4            | 0            | 0            | 0            | 1                 | 0                 | 0                 | 0                 | 5        | 0      | 0           | 0          |
| L. Wienhold   | 15           | 0            | 2            | 0            | 1                 | 0                 | 0                 | 0                 | 16       | 0      | 2           | 0          |